# リンカーン/秘密の書
『リンカーン/秘密の書』（リンカーン/ひみつのしょ、原題: Abraham Lincoln: Vampire Hunter ）は、2012年6月22日にアメリカ合衆国で公開のファンタジー映画である。監督はティムール・ベクマンベトフ。原作はセス・グレアム＝スミスによる小説『ヴァンパイアハンター・リンカーン』である。
日本では2012年11月1日より劇場公開された。

## ストーリー
舞台はアメリカ、インディアナ州。農家の息子であるエイブラハム・リンカーンは、友人で黒人のウィル―ウィリアム・H・ジョンソンが雇い主であるジャック・バーツから暴行されている場面に出くわし、止めようとする。しかし、それが原因でバーツの怒りを買ってしまう。バーツはエイブラハムの父・トーマスに解雇を告げ、借金を全額返済するように迫るが、トーマスは取り合わない。その深夜、階下で眠る母・ナンシーの元に、不気味に目を輝かせたバーツが忍び寄るのを目撃するリンカーン。翌朝、ナンシーは全身蒼白の姿姿で痙攣を繰り返していた。左手首を中心として全身に血管を浮き出させ、原因不明の病でそのまま急逝してしまう。
それから9年の月日が経過する。たくましく成長したリンカーンは、トーマスの死を期にナンシーの仇を取ろうする。そして夜分、バーツへ銃を突き付け、そのまま右目を撃ち抜く。しかしバーツは斃れるもたちまち蘇生し、人間離れした怪力でリンカーンに襲い掛かった。危うい所を助けに入ったのは、ヴァンパイア・ハンターを名乗るヘンリー・スタージスだった。ヘンリーはリンカーンに、バーツは凶悪なヴァンパイアであり、アメリカ南部では黒人奴隷を糧にしてヴァンパイア達が影でのさばっている事、北部にもその支配の手を伸ばしつつある事を教え、手を引くように促す。しかし引き下がらないリンカーンに、「復讐は忘れ、人類をヴァンパイアから守る為に戦う」「弱味となるので家族や恋人を持つなど親交を深めない・誰にも気を許さない」の条件を出し、リンカーンをハンターとして育て上げることにする。リンカーンが操る武器は、開拓農民として使い慣れた斧だった。
厳しい修行を終えて立派なヴァンパイア・ハンターとなったリンカーンは、単身スプリングフィールドへと移住。昼は雑貨店に勤めながら弁護士を目指し、夜は街に紛れるヴァンパイアをヘンリーの指示のままに狩るハンターという二重生活を送るようになる。着実に腕を上げていくリンカーンはヴァンパイア達から脅威として恐れられるようになった一方、後に妻となる女性メアリー・トッドと恋に落ち、彼女に真実を話せないことに苦悩していた。そんななか、ヘンリーがリンカーンのもとへ現れバーツがメアリーを狙っていることを知らされる。少年時代に働いていた農場へ向かい激闘の末にバーツを倒すが、彼からヘンリーもヴァンパイアであることが明かされる。
ヘンリーのもとへ向かい騙していたことに怒り殺そうとするが、彼からかつて大切な人をアダムに殺されたことやアダムによって自身がヴァンパイアにされたことを明かされる。彼の話を聞いたリンカーンが取ったのは、闇に隠れてあくまで密かに孤独を生きるのではなくメアリーと結婚して政治的に黒人奴隷解放に尽力するという道だった。そんなリンカーンの戦闘力に目を付けたヴァンパイアの始祖・アダムは、リンカーンの親友ウィルをニューオーリンズへ連れ去ると、リンカーンにヘンリーを討つよう持ち掛けるのだった。後の片腕、ジョシュア・スピードの協力によって辛くもウィルを救い出して北部へと逃げ帰ったものの、ニューオーリンズの一件で南部の惨状を目の当たりにしたリンカーンは国を守るにはヴァンパイア達を倒すのが急務と痛感。ハンターではなく、政治家としてアメリカの人々を導いて行くことを決意する。
大統領となり南北戦争へと国民を率いるリンカーンに対し、ヴァンパイアの王国創設を目指すアダムは戦線にヴァンパイアを投入、南軍に紛れたヴァンパイアの驚異的な身体能力に為す術のない北軍は連敗、大量の犠牲者を出し南北戦争は泥沼化してしまう。度重なる敗北に、ヘンリーはアダムとの休戦、スピード達も撤退を提案するが、リンカーンは頑として受け入れない。そんな中、アダムの妹ヴァドマによって、リンカーンはとうとう幼い息子のウィリーをかつての母と同じように殺されてしまう。嘆くメアリーを前に、北軍の装備にヴァンパアイアが苦手とする銀製品を秘密裏で補給するのを思い付いたリンカーンは、ウィルとスピードのたった3人で、かのゲティスバーグへと向かう補給列車を護送。
しかし警告に現れたヘンリーによりスピードの裏切りが判明。列車は待ち伏せされ、ウィルも負傷する。だが積荷の中身は銀ではなく石であり、スピードもアダムたちを騙すために裏切ったふりをしていただけだった。それに怒ったアダムによりスピードが殺され橋も燃やされるが、リンカーンはかつてヘンリーから贈られた銀時計を用いて腹をぶち抜き勝利し、ヘンリーの助けもあってウィルとともに危機を脱する。銀を託されていたメアリー達は北軍に合流し劣勢を覆し、ヴァドマもメアリーに倒され南北戦争は北軍の勝利で締め括られる。
終戦後、リンカーンは劇場へ向かう前にヘンリーに日記を託す。ヘンリーはリンカーンに「君に永遠の命を与えたい。未来永劫戦い抜こう」と誘うが、彼から「永遠に生きるのはヴァンパイアだけじゃないぞ」と返されて微笑み、劇場へ向かう彼らを見送る。
そして現代。バーで酒を飲む男に対し、ヘンリーがかつてリンカーンにかけた言葉をその男にもかけて肩を叩き、男が銃を落とすシーンで物語は幕を閉じる。

## キャスト
| 役名                              | 俳優                                 | 日本語吹替 | 人物紹介                                                   |
| --------------------------------- | ------------------------------------ | ---------- | ---------------------------------------------------------- |
| エイブラハム・リンカーン          | ベンジャミン・ウォーカー             | 石川英郎   | 斧を武器に戦うヴァンパイア・ハンター。                     |
| ヘンリー・スタージス              | ドミニク・クーパー                   | 平田広明   | リンカーンのヴァンパイア・ハンターの師匠。                 |
| ウィリアム・H・ジョンソン         | アンソニー・マッキー                 | 三宅健太   | リンカーンの幼馴染みで親友。                               |
| メアリー・トッド・リンカーン      | メアリー・エリザベス・ウィンステッド | 相武紗季   | リンカーンの妻。                                           |
| アダム                            | ルーファス・シーウェル               | 藤真秀     | ヴァンパイアの首領。この世界に最初に誕生したヴァンパイア。 |
| ジャック・バーツ                  | マートン・チョーカシュ               | 岩崎ひろし | リンカーンの母を殺したヴァンパイア。                       |
| ジョシュア・スピード              | ジミ・シンプソン                     | 小川輝晃   | 雑貨屋の主人。リンカーンの後の片腕。                       |
| トーマス・リンカーン              | ジョゼフ・マウル                     |            | リンカーンの父。                                           |
| ナンシー・リンカーン              | ロビン・マクリーヴィー               |            | リンカーンの母。                                           |
| ヴァドマ                          | エリン・ワッソン                     | 朴璐美     | 美貌のヴァンパイア。アダム妹。                             |
| ジェファーソン・デイヴィス        | ジョン・ロスマン                     |            | アメリカ連合国（南部連合）の大統領。                       |
| ウィリアム・リンカーン            | キャメロン・M・ブラウン              |            | リンカーンの息子。                                         |
| ジェブ・ノーラン上院議員          | フランク・ブレナン                   |            | 若きリンカーンの才能を見出し、支援する政治家。             |
| スティーブン・ダグラス            | アラン・テュディック                 |            | メアリーの婚約者。                                         |
| ハリエット・タブマン              | ジャクリーン・フレミング             |            | 黒人女性活動家。                                           |
| 若い頃のエイブラハム・リンカーン  | ラックス・ヘイリー＝ジャーディン     |            |                                                            |
| 若い頃のウィリアム・H・ジョンソン | カーティス・ハリス                   |            |                                                            |

※その他の日本語吹き替え：赤城進、塩谷綾子、佐藤晴男、北川勝博、林佳代子、世古陽丸、下妻由幸、天田益男、堀本等、平野夏那子、後藤光祐、真壁かずみ、加藤亮夫、前田一世、小池謙一、関根航、阿久津秀寿

## 日本語版制作スタッフ
- 演出：打越領一
- 翻訳：桜井裕子
- 録音：川畑初、槇洋介
- 録音スタジオ：スタジオ・ユニ
- 日本語版制作：ACクリエイト株式会社
- 吹替版ミキシングスタジオ：サウンドファーム（シドニー オーストラリア）
- ダビングミキサー：マイケル・トンプソン
- ドルビーコンサルタント：ブルース・エメリー

## 製作
2010年3月に『ヴァンパイアハンター・リンカーン』の映画化権をティム・バートンとベクマンベトフが獲得し、資金調達をすると報じられた。原作者であるセス・グレアム＝スミスが脚本執筆のために雇われた。10月、20世紀フォックスが他のスタジオとの入札競争に勝利し、製作・マーケティング・公開権を手にした。
2011年1月、ベクマンベトフが監督となり、ウォーカーがエイブラハム・リンカーン役にキャスティングされた。ウォーカーは他に候補に挙がっていたエイドリアン・ブロディ、ジョシュ・ルーカス、ジェームズ・ダーシー、オリヴァー・ジャクソン＝コーエンを破ってこの役を獲得した。翌2月、他のキャストも加わった。撮影は2011年3月にルイジアナ州で開始された。製作費は6900万ドルで、3Dで製作された。

### サウンドトラック
サウンドトラックはヘンリー・ジャックマンが作曲し、2012年6月12日にデジタル版、7月3日にパッケージ版の発売が予定されている。さらにリンキン・パークのアルバム『リヴィング・シングス』から「パワーレス」が予告編曲に使われ、さらにクロージング・クレジットでも流される。サウンドトラックには未収録である。
| 全作曲: ヘンリー・ジャックマン。 |                                          |       |                        |      |
| #                                | タイトル                                 | 作詞  | 作曲・編曲             | 時間 |
| 1.                               | 「Childhood Tragedy」                    |       | ヘンリー・ジャックマン | 0:54 |
| 2.                               | 「Vampires」                             |       | ヘンリー・ジャックマン | 3:06 |
| 3.                               | 「What Do You Hate?」                    |       | ヘンリー・ジャックマン | 1:15 |
| 4.                               | 「Power Comes from Truth」               |       | ヘンリー・ジャックマン | 2:29 |
| 5.                               | 「You Are Full of Surprises」            |       | ヘンリー・ジャックマン | 1:15 |
| 6.                               | 「Mary Todd」                            |       | ヘンリー・ジャックマン | 1:56 |
| 7.                               | 「The Horse Stampede」                   |       | ヘンリー・ジャックマン | 3:15 |
| 8.                               | 「Henry Sturgess」                       |       | ヘンリー・ジャックマン | 0:55 |
| 9.                               | 「Adam」                                 |       | ヘンリー・ジャックマン | 1:28 |
| 10.                              | 「Rescue Mission」                       |       | ヘンリー・ジャックマン | 1:15 |
| 11.                              | 「Inauguration」                         |       | ヘンリー・ジャックマン | 1:52 |
| 12.                              | 「All Slave to Something」               |       | ヘンリー・ジャックマン | 2:49 |
| 13.                              | 「Emancipation」                         |       | ヘンリー・ジャックマン | 0:45 |
| 14.                              | 「Haunted by the Past」                  |       | ヘンリー・ジャックマン | 3:00 |
| 15.                              | 「Battle at Gettysburg」                 |       | ヘンリー・ジャックマン | 0:49 |
| 16.                              | 「Forging Silver」                       |       | ヘンリー・ジャックマン | 1:40 |
| 17.                              | 「80 Miles」                             |       | ヘンリー・ジャックマン | 1:52 |
| 18.                              | 「The Burning Bridge」                   |       | ヘンリー・ジャックマン | 3:41 |
| 19.                              | 「Not the Only Railroad」                |       | ヘンリー・ジャックマン | 1:38 |
| 20.                              | 「The Gettysburg Address」               |       | ヘンリー・ジャックマン | 2:22 |
| 21.                              | 「Late to the Theater」                  |       | ヘンリー・ジャックマン | 2:00 |
| 22.                              | 「The Rampant Hunter」(ITunes exclusive) |       | ヘンリー・ジャックマン | 5:30 |
| 合計時間:                        | 合計時間:                                | 45:32 |                        |      |

## 公開
元々は2011年10月28日米国公開を予定していたが、2012年6月22日に延期された。6月18日にニューヨークでプレミア上映された。